# Genting Bayur
Genting Bayur är ett berg i Indonesien.   Det ligger i provinsen Aceh, i den västra delen av landet, 1 700 km nordväst om huvudstaden Jakarta. Toppen på Genting Bayur är 1 152 meter över havet, eller 267 meter över den omgivande terrängen. Bredden vid basen är 3,6 km.
Terrängen runt Genting Bayur är huvudsakligen kuperad, men åt sydväst är den bergig.Runt Genting Bayur är det tätbefolkat, med 286 invånare per kvadratkilometer. I omgivningarna runt Genting Bayur växer i huvudsak städsegrön lövskog.